# I Can See for Miles
Singles de The Who
The Last Time Dogs
Pistes de The Who Sell Out
Our Love Was I Can't Reach You
I Can See for Miles est une chanson écrite par Pete Townshend, guitariste et auteur du groupe britannique The Who. Elle apparaît sur l'album The Who Sell Out (1967). Ce titre est le seul single tiré de l'album. Paru le 14 octobre 1967, il se classa n°10 en Grande-Bretagne et n°9 aux États-Unis. 

## Caractéristique et description
La chanson est une des plus agressives et survoltées du répertoire des Who. La structure musicale en est également très complexe. On remarque plusieurs pistes de guitare, toutes distordues, une basse répétitive, et les roulements de batterie de Keith Moon. Les lignes vocales sont assez évoluées et compliquées, notamment lors du refrain. Ce titre était si difficile à rejouer que les Who ne l'intégrèrent à leur répertoire scénique que durant quelques mois (fin 1967-début 1968) .
Notamment, le groupe avait besoin de deux guitares pour reprendre l'effet obtenu sur le disque, ce qui n'était guère possible sur scène, Pete Townshend étant le seul à jouer de l'instrument à six cordes. De plus, les mélodies des chœurs étaient fort difficiles à recréer. 

Les paroles sont à l'image de la musique : excitées et violentes. On peut dire entre autres interprétations qu'il s'agit d'un homme qui vient de se rendre compte de l'infidélité de sa compagne, criant son amertume et sa lucidité retrouvée. Pete Townshend, l'auteur de la chanson, décrit son enregistrement et son thème en ces termes :
« Le vrai chef-d'œuvre de la coalition Who/Lambert fut, bien sûr, I Can See For Miles. La version ici n'est pas la mono, mais la stéréo, ce qui est dommage parce que la mono fait ressembler la stéréo à The Carpenters. Nous avons coupé la piste aux studios CBS de Londres et avons apporté les pistes aux studios Gold Star de Hollywood pour le mixage. Gold Star avait le meilleur son d'écho au monde. Et il y a juste un peu de cela sur la mono. Plus une touche de compresseur artisanal présent à Gold Star. J'ai défailli lorsque j'ai entendu le son. Les paroles, que les sénateurs ont désignée comme étant "orientées drogue" concernent un homme jaloux avec une vue exceptionnellement bonne. Honnête. »
L'enregistrement de I Can See for Miles fut révolutionnaire pour la fin des années 60. Il fut non seulement enregistré en différentes sessions, mais celles-ci furent séparées par plusieurs milliers de kilomètres. La piste de fond fut enregistrée à Londres, les voix et l'overdubbing à New York, aux Talentmasters Studios, et enfin le mastering à Los Angeles, aux Gold Star Studios.
I Can See for Miles inspira le Beatle Paul McCartney pour sa chanson Helter Skelter de l'album blanc. McCartney écrivit Helter Skelter dans l'idée d'écrire un titre plus lourd et brutal que I Can See for Miles, après une interview de Townshend qui désignait cette dernière comme la plus brutale des chansons qu'il ait jamais créées.
L'auteur plaçait de grands espoirs en ce titre, croyant avoir écrit un disque pouvant atteindre les premières places des classements britanniques. Mais le single n'atteignit que la dixième place en Angleterre, se plaçant comme leur pire performance en termes de classements dans les charts avec Anyway, Anyhow, Anywhere. Townshend perdit confiance en lui-même pour ce qui était d'écrire des singles et des tubes, et s'engagea dans le projet d'un opéra complet.
Selon Pete Townshend :
« Pour moi c'était l'enregistrement ultime des Who qui ne s'est pourtant pas vendu. »
La chanson occupe la 258e place du classement du Rolling Stone Magazine des « 500 plus grandes chansons » de tous les temps.

## Dans la culture populaire
La chanson apparaît dans la bande originale du film Good Morning England (2009) et dans le jeu Rock Band 3 (2010). Elle est également utilisée comme générique de la série télévisée Les Experts : Cyber (CSI: Cyber), série dérivée de Les Experts.